# Кириченко, Сергей Александрович
Серге́й Алекса́ндрович Кириче́нко (укр. Сергі́й Олекса́ндрович Кириче́нко; род. 4 мая 1952, село Новосёловка Нововодолажского района, Харьковской области Украинской ССР, ныне Украина) — советский и украинский военачальник, генерал армии.

## Биография
Родился 4 мая 1952 года в с. Новосёловка Нововодолажского района Харьковской области Украинской ССР.
Женат, имеет дочь и сына.

### Военная служба в СССР
С 1969 года — на службе в Советской Армии. В 1973 году окончил Харьковское гвардейское высшее танковое командное училище. Служил в танковых войсках, сначала командир танкового взвода в Киевском военном округе, с 1975 года командовал танковой ротой, затем начальник штаба танкового батальона, командир танкового батальона.
В 1983 году окончил Военную академию бронетанковых войск имени Р. Я. Малиновского. Был начальником штаба и командиром танкового полка, заместителем командира мотострелковой дивизии.

### Военная служба на Украине
С 1992 года — в Вооружённых силах Украины, назначен командиром механизированной дивизии, затем начальник штаба армейского корпуса, командир армейского корпуса. Окончил Национальную академию обороны Украины в 2000 году. С апреля 2002 года — заместитель начальника Генерального штаба Вооружённых сил Украины. С января 2004 года — начальник Главного штаба — первый заместитель Главнокомандующего Сухопутными войсками Украины. С 19 июля 2004 года — начальник Генерального штаба Вооружённых сил Украины. С 16 июня 2005 года — начальник Генерального штаба — Главнокомандующий Вооружёнными силами Украины. С февраля 2007 года одновременно член Совета национальной безопасности и обороны Украины. Воинское звание генерал армии присвоено указом Президента Украины В. А. Ющенко от 21 августа 2007 года. 18 октября 2009 года освобождён от должности и уволен с воинской службы по личному рапорту по состоянию здоровья. Назначен советником Президента Украины.
Депутат Верховной рады Украины 3-го созыва (1998—2002). Член Комиссии по государственным наградам и геральдике (04.2005—11.2006).

## Награды
- Награждён украинскими орденами, в том числе орденом Богдана Хмельницкого 3-й и 2-й степеней (08.2006[2], 08.2009[3]), медалями, а также именным огнестрельным оружием.